# Terebra stearnsii
Terebra stearnsii é uma espécie de gastrópode do gênero Terebra, pertencente à família Terebridae.